# Skowrony (Rotnowo)
Skowrony – przysiółek wsi Rotnowo w Polsce, położony w województwie zachodniopomorskim, w powiecie gryfickim, w gminie Gryfice. Wchodzi w skład sołectwa Rotnowo.
W latach 1975–1998 przysiółek administracyjnie należał do województwa szczecińskiego.